# Delict din dragoste
Delict din dragoste (titlul original: în italiană Delitto d'amore) este un film dramatic italian, realizat în 1974 de regizorul Luigi Comencini, protagoniști fiind actorii Stefania Sandrelli, Giuliano Gemma și Brizio Montinaro.  Filmul a fost prezentat în competiție la cel de-al 27-lea Festival de Film de la Cannes .

## Conținut
Carmela Santoro și Nullo Bronzi sunt doi tineri care locuiesc în suburbiile Milanului și amândoi lucrează ca muncitor într-o fabrică din apropiere. Familia catolică a Carmelei provine din Sicilia care a rămas atașată de valorile tradiționale siciliene. Cu toate acestea, o Carmela dezrădăcinată se luptă cu contrastul dintre nordul liber și modul de viață din sud. Nullo este fiul cu spirit liber al părinților comuniști ateiști din Lombardia. 
Carmela și Nullo sunt atrași irezistibil unul de celălalt. Își împărtășesc aceleași idei politice și socio-economice, dar, odată acasă cu familia, realizează că fac parte din două lumi opuse. Cu toate acestea, se căsătoresc după un timp, în ciuda mediilor lor foarte diferite. 
La scurt timp după căsătoria lor, soarta lovește cu cruzime: la serviciu, Carmela devine victima unei intoxicații provocate de politicile de prevenire inadecvate contra pouării industriale... 

## Distribuție

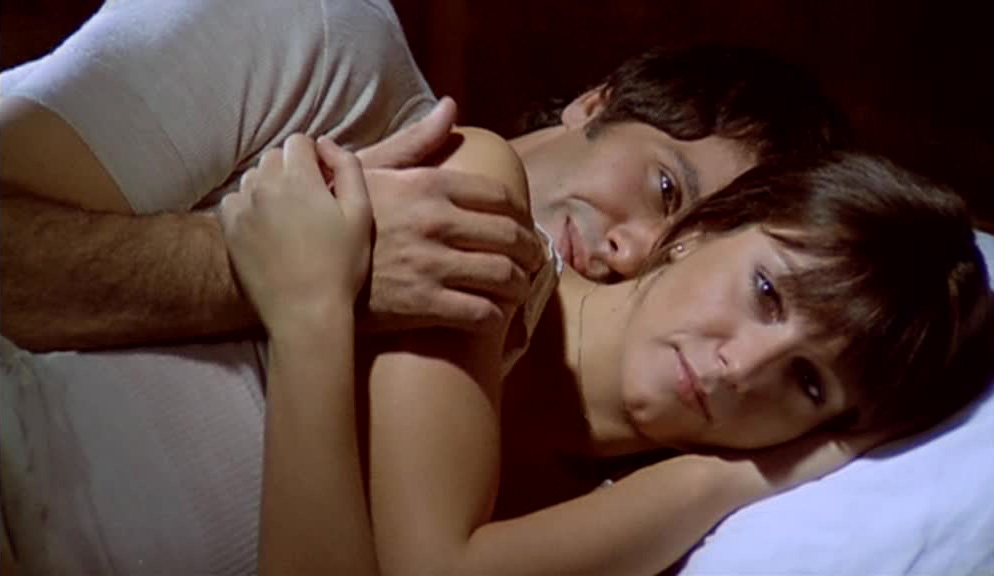
Giuliano Gemma și Stefania Sandrelli într-o scenă din film

- Stefania Sandrelli – Carmela Santoro
- Giuliano Gemma – Nullo Bronzi
- Brizio Montinaro – Pasquale Santoro
- Renato Scarpa – medicul fabricii
- Cesira Abbiati – Adalgisa
- Emilio Bonucci – fratele lui Nullo
- Rina Franchetti – mama lui Nullo
- Walter Valdi – directorul fabricii
- Pippo Starnazza – grădinarul fabricii
- Antonio Iodice – fratele lui Nullo
- Bruno Cattaneo – muncitor la fabrică
- Torquato Tessarini – muncitor la fabrică
- Marisa Rosales – muncitoare la fabrică